# Oriolidae
Gli Oriolidi (Oriolidae Vigors, 1825) sono una famiglia dell'ordine dei Passeriformi, comunemente noti come orioli.
Il termine oriolo sembra essere derivato dal latino aureolus, «dorato» o «giallo». In effetti l'accoppiata cromatica prevalente è composta da giallo e nero, anche se è discretamente diffuso il binomio rosso acceso-nero.

## Descrizione
Tutti gli orioli si assomigliano quanto a forma e dimensioni. Vestiti di un piumaggio meno vivace sono i mangiafichi, peraltro di corporatura più massiccia e alquanto torpidi. Negli orioli il becco è leggermente adunco, mentre nei mangiafichi è corto, tozzo e uncinato all'estremità distale. Di costumi arboricoli, i membri di questa famiglia trovano in genere alimento a una certa altezza dal suolo, anche se il rigogolo e l'oriolo alinere si nutrono di frutti caduti a terra o di insetti catturati in mezzo all'erba. I mangiafichi si radunano in gruppetti o in stormi, talora compositi con altri esponenti della famiglia, ma nell'assoluta maggioranza gli orioli sono solitari o comunque formano ridotti nuclei familiari. Gli orioli africani, gli orioli alinere e gli orioli testaverde occasionalmente si aggregano a stormi misti che percorrono lentamente il bosco o la foresta in cerca di foraggiamento. Il volo, a battito d'ali, è pesante, abbastanza rapido e ondulato, simile per molti versi a quello dei picchi.
È sulle isole indonesiane e in Nuova Guinea che più ha trovato terreno fertile la speciazione, ed è in questa parte del mondo che si può riscontrare la massima diversità nei colori del piumaggio. A differenza delle specie africane, di abito giallo e nero (giallino e verde oliva in un unico caso), la tavolozza delle forme australasiatiche va dal nero totale con sottocoda castano dell'oriolo nero, attraverso il mosaico di nero e cremisi dell'oriolo marrone, al miscuglio di giallo sporco e verdognolo degli orioli australiani.

## Biologia
I nidi degli oriolidi sono cestelli profondi, intessuti di erbe e muschio e rivestiti di materiale più morbido. Dalle strutture muscose spesso pendono dei filamenti che hanno una funzione mimetica. L'oriolo africano colloca di preferenza il suo rifugio nel folto della vegetazione e raramente sul bordo esterno del baldacchino. I nidi dei mangiafichi sono meno profondi e più leggeri, posizionati all'intersezione tra due alti rami sottili, costruiti di sterpi ed erba e intrecciati come quelli degli orioli.
Nonostante la diffusione e l'abbondanza, numerose specie di oriolidi necessitano di studi più approfonditi.

## Tassonomia
La famiglia Oriolidae comprende i seguenti generi e specie:
- Genere Tunagra
  - Turnagra tanagra †  Schlegel, 1866
  - Turnagra capensis †  (Sparrman, 1787)
- Genere Sphecotheres
  - Sphecotheres viridis Vieillot, 1816 - mangiafico verde

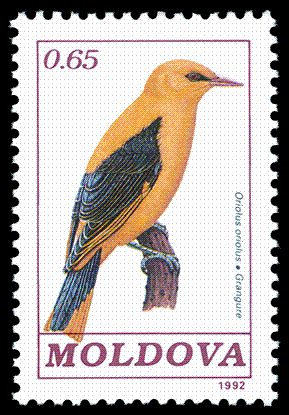
Rigogolo su un francobollo moldavo del 1992.

  - Sphecotheres hypoleucus Finsch, 1898 - mangiafico di Wetar
  - Sphecotheres vieilloti Vigors e Horsfield, 1827 - mangiafico australasiatico
- Genere Pitohui
  - Pitohui kirhocephalus (Lesson & Garnot, 1827) -
  - Pitohui cerviniventris (Gray, 1862) -
  - Pitohui uropygialis (Gray, 1862) -
  - Pitohui dichrous (Bonaparte, 1850) - pitoui testanera
- Genere Oriolus
  - Oriolus szalayi (Madarász, 1900) - oriolo bruno
  - Oriolus phaeochromus G.R.Gray, 1860 - oriolo di Halmahera
  - Oriolus forsteni (Bonaparte, 1850) - oriolo di Seram
  - Oriolus bouroensis (Quoy e Gaimard, 1830) - oriolo guancenere
  - Oriolus decipiens (Sclater, 1883)
  - Oriolus melanotis (Bonaparte, 1850) - oriolo brunoliva
  - Oriolus sagittatus (Latham, 1802) - oriolo dorsoliva
  - Oriolus flavocinctus (King, 1826) - oriolo verde
  - Oriolus xanthonotus Horsfield, 1821 - oriolo golascura
  - Oriolus steerii Sharpe, 1877 - oriolo delle Filippine
  - Oriolus albiloris Ogilvie-Grant, 1894 - oriolo dalle redini
  - Oriolus isabellae Ogilvie-Grant, 1894 - oriolo di Isabela
  - Oriolus oriolus (Linnaeus, 1758) - rigogolo
  - Oriolus kundoo Sykes, 1832
  - Oriolus auratus Vieillot, 1817 - oriolo africano
  - Oriolus tenuirostris Blyth, 1846 - oriolo beccosottile
  - Oriolus chinensis Linnaeus, 1766 - oriolo nucanera
  - Oriolus chlorocephalus Shelley, 1896 - oriolo testaverde
  - Oriolus crassirostris Hartlaub, 1857 - oriolo di São Tomé
  - Oriolus brachyrynchus Swainson, 1837 - oriolo occidentale
  - Oriolus monacha (J.F.Gmelin, 1789) - oriolo d'Abissinia
  - Oriolus percivali Ogilvie-Grant, 1903 - oriolo codanera
  - Oriolus larvatus Lichtenstein, 1823 - oriolo testanera
  - Oriolus nigripennis J.Verreaux & E.Verreaux, 1855 - oriolo alinere
  - Oriolus xanthornus (Linnaeus, 1758) - oriolo monaco
  - Oriolus hosii Sharpe, 1892 - oriolo nero
  - Oriolus cruentus (Wagler, 1827) - oriolo nerocremisi
  - Oriolus traillii (Vigors, 1832) - oriolo marrone
  - Oriolus mellianus Stresemann, 1922 - oriolo argentato